# Бланкенхајн
Бланкенхајн (њем. Blankenhain) град је у њемачкој савезној држави Тирингија. Једно је од 75 општинских средишта округа Вајмарер Ланд. Према процјени из 2010. у граду је живјело 6.681 становника. Посједује регионалну шифру (AGS) 16071008.

## Географски и демографски подаци
Бланкенхајн се налази у савезној држави Тирингија у округу Вајмарер Ланд. Град се налази на надморској висини од 370 метара. Површина општине износи 113,5 km².

## Становништво
У самом граду је, према процјени из 2010. године, живјело 6.681 становника. Просјечна густина становништва износи 59 становника/km².